# Вествілл (Нова Шотландія)
Вествілл (англ. Westville) — містечко в Канаді, у провінції Нова Шотландія, у складі графства Пікту.

## Населення
За даними перепису 2016 року, містечко нараховувало 3628 осіб, показавши скорочення на 4,5%, порівняно з 2011-м роком. Середня густина населення становила 254,9 осіб/км².
З офіційних мов обидвома одночасно володіли 100 жителів, тільки англійською — 3 510. Усього 35 осіб вважали рідною мовою не одну з офіційних, з них 5 — українську.
Працездатне населення становило 57,4% усього населення, рівень безробіття — 14,4% (19,2% серед чоловіків та 10,3% серед жінок). 91,5% осіб були найманими працівниками, а 4,7% — самозайнятими.
Середній дохід на особу становив $34 516 (медіана $28 207), при цьому для чоловіків — $40 300, а для жінок $29 777 (медіани — $34 048 та $23 904 відповідно).
24,2% мешканців мали закінчену шкільну освіту, не мали закінченої шкільної освіти — 27,3%, 48,5% мали післяшкільну освіту, з яких 18,1% мали диплом бакалавра, або вищий.
| Статево-вікова структура населення | Статево-вікова структура населення | Статево-вікова структура населення | Статево-вікова структура населення | Статево-вікова структура населення |
| ---------------------------------- | ---------------------------------- | ---------------------------------- | ---------------------------------- | ---------------------------------- |
|                                    |                                    |                                    |                                    |                                    |
| Всього                             | Всього                             | 46,6%53,4%                         |                                    |                                    |
| 0 — 14 років                       | 0 — 14 років                       |                                    | 17,3%                              | 17,3%                              |
| 15 — 64 років                      | 15 — 64 років                      |                                    | 63%                                | 63%                                |
| 65 і більше                        | 65 і більше                        |                                    | 19,7%                              | 19,7%                              |
| 85 і більше                        | 85 і більше                        |                                    | 2,2%                               | 2,2%                               |
| Середній вік (років)               | Середній вік (років)               | 41,443,3                           | 42,4                               | 42,4                               |
| Медіана (років)                    | Медіана (років)                    | 43,145,0                           | 44,0                               | 44,0                               |
| — чоловіки — жінки                 |                                    |                                    |                                    |                                    |

| Походження мешканців:     | Походження мешканців:     | Походження мешканців: | Походження мешканців: | Походження мешканців: |
| ------------------------- | ------------------------- | --------------------- | --------------------- | --------------------- |
| Походження                |                           |                       | осіб                  | %                     |
| Корінні американці        | Корінні американці        |                       | 175                   | 4.83%                 |
| Інше північноамериканське | Інше північноамериканське |                       | 1 775                 | 49.03%                |
| Європейське               | Європейське               |                       | 2 535                 | 70.03%                |
| британське                | британське                |                       | 2 265                 | 62.57%                |
| французьке                | французьке                |                       | 595                   | 16.44%                |
| українське                | українське                |                       | 40                    | 1.1%                  |
| Азійське                  | Азійське                  |                       | 75                    | 2.07%                 |

| Зайнятість населення за галузями (за класифікацією NOC): | Зайнятість населення за галузями (за класифікацією NOC): | Зайнятість населення за галузями (за класифікацією NOC): | Зайнятість населення за галузями (за класифікацією NOC): | Зайнятість населення за галузями (за класифікацією NOC): |
| -------------------------------------------------------- | -------------------------------------------------------- | -------------------------------------------------------- | -------------------------------------------------------- | -------------------------------------------------------- |
|                                                          |                                                          |                                                          |                                                          |                                                          |
| Управління                                               | Управління                                               |                                                          | 7,3%                                                     | 7,3%                                                     |
| Бізнес, фінанси та адміністрування                       | Бізнес, фінанси та адміністрування                       |                                                          | 11,9%                                                    | 11,9%                                                    |
| Природничі та прикладні науки                            | Природничі та прикладні науки                            |                                                          | 2,4%                                                     | 2,4%                                                     |
| Охорона здоров'я                                         | Охорона здоров'я                                         |                                                          | 9,1%                                                     | 9,1%                                                     |
| Освіта, правозахист, муніципальні та урядові служби      | Освіта, правозахист, муніципальні та урядові служби      |                                                          | 11,3%                                                    | 11,3%                                                    |
| Мистецтво, культура, відпочинок та спорт                 | Мистецтво, культура, відпочинок та спорт                 |                                                          | 1,8%                                                     | 1,8%                                                     |
| Роздрібна торгівля та послуги                            | Роздрібна торгівля та послуги                            |                                                          | 30,5%                                                    | 30,5%                                                    |
| Гуртова торгівля, транспорт та обладнання                | Гуртова торгівля, транспорт та обладнання                |                                                          | 17,1%                                                    | 17,1%                                                    |
| Природні ресурси, сільське господарство                  | Природні ресурси, сільське господарство                  |                                                          | 1,8%                                                     | 1,8%                                                     |
| Виробництво                                              | Виробництво                                              |                                                          | 6,7%                                                     | 6,7%                                                     |

## Клімат
Середня річна температура становить 6,1°C, середня максимальна – 22,1°C, а середня мінімальна – -12°C. Середня річна кількість опадів – 1 290 мм.
| Клімат поселення                              | Клімат поселення | Клімат поселення | Клімат поселення | Клімат поселення | Клімат поселення | Клімат поселення | Клімат поселення | Клімат поселення | Клімат поселення | Клімат поселення | Клімат поселення | Клімат поселення | Клімат поселення |
| Показник                                      | Січ.             | Лют.             | Бер.             | Квіт.            | Трав.            | Черв.            | Лип.             | Серп.            | Вер.             | Жовт.            | Лист.            | Груд.            |                  |
| Середній максимум, °C                         | −0,98            | −1,11            | 3,11             | 8,91             | 14,77            | 19,99            | 22,06            | 22,06            | 17,99            | 12,40            | 7,31             | 1,16             |                  |
| Середня температура, °C                       | −6,42            | −6,55            | −2,32            | 3,48             | 9,34             | 14,56            | 18,42            | 18,42            | 14,37            | 8,77             | 3,69             | −2,45            |                  |
| Середній мінімум, °C                          | −11,86           | −11,98           | −7,77            | −1,96            | 3,89             | 9,12             | 14,80            | 14,80            | 10,74            | 5,14             | 0,08             | −6,08            |                  |
| Норма опадів, мм                              | 114              | 97               | 107              | 96               | 90               | 94               | 86               | 88               | 117              | 133              | 139              | 129              |                  |
| Середньомісячна швидкість вітру, м/с          | 5.88             | 5.56             | 5.50             | 5.15             | 4.77             | 4.37             | 4.10             | 4.04             | 4.58             | 5.31             | 5.82             | 6.25             |                  |
| Середньомісячна сонячна радіація, кДж/м²·день | 4809             | 8055             | 11882            | 14940            | 18081            | 20236            | 20014            | 17708            | 13351            | 8368             | 4848             | 3598             |                  |
| --------------------------------------------- | ---------------- | ---------------- | ---------------- | ---------------- | ---------------- | ---------------- | ---------------- | ---------------- | ---------------- | ---------------- | ---------------- | ---------------- | ---------------- |
| Джерело:                                      |                  |                  |                  |                  |                  |                  |                  |                  |                  |                  |                  |                  |                  |